# Moeuvres British Cemetery
Moeuvres British Cemetery is een Britse militaire begraafplaats gelegen in de Franse plaats Moeuvres (Noorderdepartement). De begraafplaats wordt onderhouden door de Commonwealth War Graves Commission.
De begraafplaats telt 98 geïdentificeerde graven waarvan 94 Gemenebest graven uit de Eerste Wereldoorlog en 4 overige graven uit de Eerste Wereldoorlog.